# جفری پری
جفری پری (انگلیسی: Jeffrey Perry؛ ‏ ۱۳ اکتبر ۱۹۴۸ – ۴ فوریهٔ ۲۰۱۲) بازیگر اهل بریتانیا بود. وی بین سال‌های ۱۹۷۱ تا ۲۰۱۲ میلادی فعالیت می‌کرد.
از فیلم‌ها یا مجموعه‌های تلویزیونی که وی در آن‌ها نقش داشته‌است، می‌توان به پوآرو، شیر، کمد و جادوگر و صندلی نقره‌ای اشاره نمود.